# Helen-Ann Hartley

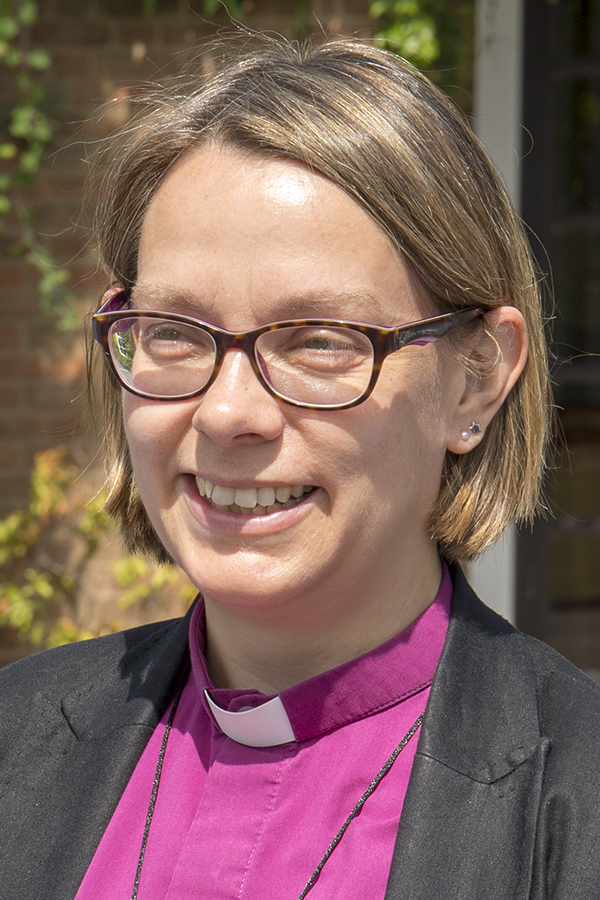
Helen-Ann Hartley

Helen-Ann Macleod Hartley (* 1973 in Edinburgh, Schottland) ist eine britisch-neuseeländische anglikanische Bischöfin.

## Leben
Hartley studierte anglikanische Theologie an der University of St Andrews und am Theologischen Seminar der Princeton University. 2005 wurde sie zur anglikanischen Diakonin und 2006 zur anglikanischen Priesterin geweiht. Neben ihrer Tätigkeit als Vikarin (curate) in Gemeinden der Diözese Oxford arbeitete sie auch als Lektorin am Ripon College Cuddesdon; später wurde sie dort Director of Biblical Studies. 2012 wurde sie Dekanin des St John’s College in Auckland, Neuseeland.
Im September 2013 wurde Hartley zur Bischöfin im anglikanischen Bistum Waikato der Anglican Church in Aotearoa, New Zealand and Polynesia ernannt und am 22. Februar 2014 geweiht. Sie war die erste in der Church of England tätige Priesterin, die zur Bischöfin geweiht wurde. Am 9. November 2017 wurde bekanntgegeben, dass Hartley zur Suffraganbischöfin von Ripon in der Diözese Leeds der Church of England ernannt wurde, wo sie ihr Amt am 4. Februar 2018 antrat. Seit 2023 ist sie als Nachfolgerin von Christine Hardman Diözesanbischöfin der Diözese Newcastle. Ihr Einführungsgottesdienst fand am 22. April 2023 in der Kathedrale von Newcastle statt. Hartley ist die jüngste Diözesanbischöfin der Church of England.
Seit 2023 gehört sie dem House of Lords an.
Hartley ist verheiratet.